# Station Metslawier
Station Metslawier (Mlw) was een station aan de voormalige spoorlijn Leeuwarden - Anjum. Het station van Metslawier werd geopend op 2 oktober 1901 en gesloten op 15 mei 1935. Het stationsgebouw uit 1902 bestaat nog steeds.